# Aeropuerto de Svolvær-Helle
El Aeropuerto de Svolvær-Helle (en noruego: Svolvær lufthavn, Helle) (IATA: SVJ, OACI: ENSH) es un aeropuerto regional que presta servicio a la ciudad de Svolvær, en el municipio de Vågan, provincia de Nordland, Noruega. Lo opera la empresa estatal Avinor.

## Aerolíneas y destinos
| Aerolíneas | Destinos                                   |
| ---------- | ------------------------------------------ |
| Widerøe    | Bodø, Leknes, Oslo-Gardermoen, Stokmarknes |